# Reial Estament Militar del Principat de Girona
El Reial Estament Militar del Principat de Girona és una de les reials corporacions nobiliàries espanyoles, amb seu a Girona. El seu Cap Suprem és S.M. el Rei i la seva Germana Major S.A.R. la Princesa de Girona. El Consell l'encapçala un "Veguer-President", que actualment es el Marquès de Dou.

## Orígens
Aquesta corporació nobiliària va ser fundada com a Reial Confraria de Sant Jordi i Santa Isabel, després només de Sant Jordi, el 28 d'agost de 1386 pel duc de Girona, més tard Joan I d'Aragó. Com és sabut, el Principat de Girona és el títol que correspon als primogènits de la Corona d'Aragó. El 1414 Ferran I d'Aragó va crear-lo, en elevar la condició de l'antic ducat per al seu fill, el futur Alfons el Magnànim. En l'actualitat és una de les dignitats dinàstiques atribuïdes per la Constitució espanyola de 1978 a l'hereu de la Corona espanyola.
La seva estructura actual ja està documentada abans de la Guerra Civil espanyola. Exerceix el títol de "Reial" per concessió d'Alfons XIII. Els vigents Estatuts van ser aprovats pel Capítol General el 22 d'abril de 2003.

## Organització
El Capítol de l'Estament es reuneix un cop a l'any, pels voltants de la festivitat de Sant Jordi, a la Catedral de Girona. Actualment, la corporació reuneix entre 400 i 450 membres establerts a Girona, però també de la resta de províncies espanyoles i d'altres parts del món com França, Itàlia o Gran Bretanya.
La corporació està vinculada a l'Església i al Bisbat de Girona, que nomena un consiliari. Fins al 2008 aquest càrrec l'ocupà el canonge Gabriel Roura, substituït actualment pel canonge Joan Baburés. L'assistent eclesiàstic és l'acadèmic lleidatà Mn. Jordi Farré. Des de l'any 2007, la confraria compta amb un nou local, a l'església dels Dolors de Girona.
Segons els estatuts de la corporació, per ingressar-hi cal provar la noblesa del primer cognom patern i «la cristianitat, legitimitat i netedat de sang fins als vuit besavis».